# Ибрагимов, Яхъя Касумович
Яхъя Касумович Ибрагимов (11 сентября 1995) — российский тайбоксер и кикбоксер. Чемпион России по тайскому боксу и финалист чемпионата Европы. Кандидат в мастера спорта России.

## Карьера
Является воспитанником кизлярской спортивной школы, занимается под руководством  Ибрагима Хидирова. Работает учителем в МКОУ «Рыбалкинская СОШ». В марте 2022 года в Улан-Удэ стал  чемпионом России, одолев в финале Алексея Кошелева из Москвы. В марте 2023 года в Магнитогорске стал серебряным призёром чемпионата России, в финале проиграв Эдуарду Сайку из Кемеровской области. В начале декабря 2023 года стало известно, что Яхья Ибрагимов, в составе сборной России, выступит на чемпионате Европы, который состоится в турецкой Анталье. На данном турнире стал обладателем серебряной медали.

## Достижения
- Чемпионат России по тайскому боксу 2022 — ;
- Чемпионат России по тайскому боксу 2023 — ;
- Чемпионат Европы по тайскому боксу 2023 — ;